# Иван Зайцев
Иван Вячеславович Зайцев е италиански волейболен играч с руски корени, който играе в клубния отбор Динамо (Москва) и в мъжкия италиански национален волейболен отбор.

## Биография
Иван се ражда на 2 октомври 1988 г. в Сполето, Италия, където по това време играе баща му – известният руски волейболист Вячеслав Зайцев. Майка му, Ирина Позднякова, е руска плувкиня. Иван има и сестра – Анна, която е родена през 1975 г. Тя се жени за италианец през 1993 г. и също има италианско гражданство. През 2013 г. Зайцев се жени за италианската моделка Ашлинг Сирочи. На 31 октомври 2014 г. се ражда неговият син, който носи името Александър (Саша) Иванович Зайцев.
Иван започва кариерата си като волейболист на 13 години през 2001 г., като до 2006 г. играе в клуба „Перуджа Волей“. Една година играе в „Рома Волей“, след което се мести в „Топ Латина“ отново за година. Връща се в „Рома Волей“, където играе до 2012 г., когато го взимат в клубния отбор „Мачерата“. От 2014 година се състезава за „Динамо (Москва)“ в руската Суперлига. В националния отбор на Италия Зайцев играе от 2008 г., когато е само на 20 години.

## Награди

### Клубни
- Суперкупата на Италия – 2012
- Купата на Италия при серия А2 – 2009, 2010
- Купата на Италия при серия А1 – 2013

### Медали с националния отбор
- Европейско първенство

1. Сребърен медал – Австрия и Чехия 2011
2. Сребърен медал – Полша и Дания 2013

- Олимпийски игри

1. Бронзов медал – Лондон 2012

- Световна лига

1. Бронзов медал – Мар дел Плата 2013

### Индивидуални награди
- 2012 – Суперкупата на Италия – MVP
- 2013 – Световна лига – Best Wing Spiker
- 2013 – Европейско първенство – Best Server